# Le Sous-marin pirate
Pour plus de détails, voir Fiche technique et Distribution.
Le Sous-marin pirate (A Submarine Pirate) est un court métrage américain muet sorti en 1915 et réalisé par Charles Avery et Syd Chaplin. Syd Chaplin tient le rôle principal et Harold Lloyd fait sa première apparition — non créditée — au cinéma.

## Synopsis
Un scientifique et son assistant planifient de dérober la cargaison d'un navire, qui a à son bord des lingots d'or. Ils comptent utiliser un sous-marin mais un curieux les surprend et va essayer de les devancer...

## Fiche technique
- Titre original : A Submarine Pirate
- Titre français : Le Sous-marin pirate
- Réalisation : Syd Chaplin, Charles Avery
- Scénario : Mack Sennett
- Photographie :
- Montage :
- Pays de production : États-Unis
- Langue originale : muet
- Format : noir et blanc
- Genre : court métrage
- Durée : 24 minutes
- Dates de sortie :  
  - États-Unis : 26 décembre 1915
  - France : 15 décembre 1916[1]

## Distribution
- Syd Chaplin : A Waiter
- Phyllis Allen : A Militant Guest
- Glen Cavender : A Shrewd Inventor / Ship Captain
- Wesley Ruggles : Inventor's Accomplice / Sub Officer
- Josh Binney : Hotel Manager (comme Harold J. Binney)

Non crédités
- Dan Albert : Man in Lobby with Bowtie
- Frank Alexander : Man on Crutches
- Cecile Arnold : A Peach at the Hotel
- Minnie Chaplin : Woman in Lobby
- Ted Edwards : Waiter
- Louise Fazenda : Dinner Guest
- Billy Gilbert : Torpedo Loader
- Al Hill : Navigator / Torpedo Loader
- Charles Lakin : Desk Clerk
- Grover Ligon : Cook
- Harold Lloyd : Cook
- Mort Peebles : Minor Role
- Fritz Schade : Chef
- Josef Swickard : Surplus Store Owner